# Naïny Diabaté
Naïny Diabaté (Bamako, 1963) est une griote, chanteuse et féministe du Mali.

## Biographie
Elle nait à Bamako en 1963. Issue d'un famille de griots, Naïny  est chanteuse depuis le plus jeune âge : elle se fait remarquer déjà en 1977, quand elle gagne le 1er prix à une compétition de Bamako en qualité de chanteuse soliste.
Naïny Diabaté devient célèbre dans son pays dans les années 1980 : elle fait des tournées internationales avec la Rail Band, et elle propose une version malinkée de la musique mandingue, avec des influences blues, jazz et pop,.
Depuis 2013, elle est en tournée avec le Kaladjula band, un groupe de musiciennes et chanteuses d'afro-pop et world music qui milite pour l'égalité entre hommes et femmes notamment dans le milieu musical au Mali, où traditionnellement ce sont les hommes qui jouent des instruments.

### Vie privée
Elle est la femme du guitariste, arrangeur et producteur Cheick Oumar Diabaté, avec qui elle a un fils, Gaoussou Diabaté. 

## Discographie
- 1987 : Farafina Mousso (Femmes d’Afrique)
- 1998 : Nafa
- 2001 : états unis d'Afrique
- 2009 : Fantagna & N'darila
- 2010 : Sumu vol.1 : Sandiya